# Crosbyton
Crosbyton è un centro abitato degli Stati Uniti d'America, situato nella contea di Crosby (di cui è capoluogo) dello Stato del Texas. Fa parte dell'area metropolitana di Lubbock.

## Geografia fisica
Crosbyton è situata a 33°39′24″N 101°14′20″W (33.656733, -101.238811). Secondo lo United States Census Bureau, ha un'area totale di 2,1 miglia quadrate (5,4 km²).

## Società

### Evoluzione demografica
Secondo il censimento del 2000, c'erano 1.874 persone, 677 nuclei familiari e 482 famiglie residenti nella città. La densità di popolazione era di 886,9 persone per miglio quadrato (342,9/km²). C'erano 781 unità abitative a una densità media di 369,6 per miglio quadrato (142,9/km²). La composizione etnica della città era formata dal 62,49% di bianchi, il 5,71% di afroamericani, lo 0,21% di nativi americani, lo 0,05% di asiatici, il 30,15% di altre razze, e l'1,39% di due o più etnie. Ispanici o latinos di qualunque razza erano il 47,65% della popolazione.
C'erano 677 nuclei familiari di cui il 34,6% aveva figli di età inferiore ai 18 anni, il 55,8% erano coppie sposate conviventi, l'11,1% aveva un capofamiglia femmina senza marito, e il 28,8% erano non-famiglie. Il 27,3% di tutti i nuclei familiari erano individuali e il 17,6% aveva componenti con un'età di 65 anni o più che vivevano da soli. Il numero di componenti medio di un nucleo familiare era di 2,68 e quello di una famiglia era di 3,26.
La popolazione era composta dal 28,8% di persone sotto i 18 anni, l'8,8% di persone dai 18 ai 24 anni, il 24,3% di persone dai 25 ai 44 anni, il 20,8% di persone dai 45 ai 64 anni, e il 17,4% di persone di 65 anni o più. L'età media era di 36 anni. Per ogni 100 femmine c'erano 85,9 maschi. Per ogni 100 femmine dai 18 anni in giù, c'erano 82,4 maschi.
Il reddito medio di un nucleo familiare era di 24.722 dollari, e quello di una famiglia era di 30.900 dollari. I maschi avevano un reddito medio di 22.647 dollari contro i 18.000 dollari delle femmine. Il reddito pro capite era di 16.329 dollari. Circa il 23,7% delle famiglie e il 28,0% della popolazione erano sotto la soglia di povertà, incluso il 36,9% di persone sotto i 18 anni e il 25,9% di persone di 65 anni o più.